# Coppa Davis 2007 Zona Europea/Africana
La Zona Euro-Africana (European and African Zone) è una delle tre divisioni zonali della Coppa Davis 2007. Essa è a sua volta suddivisa in quattro gruppi: Gruppo I, Gruppo II, Gruppo III, Gruppo IV.

## Gruppo I
|                                                                        | Play-off 2º turno 21-23 settembre                                      | Play-off 2º turno 21-23 settembre                                      | Play-off 2º turno 21-23 settembre                                      |                                                                        |                                                                        | Play-off 1º turno 20-22 luglio                                         | Play-off 1º turno 20-22 luglio                                         | Play-off 1º turno 20-22 luglio                                         |                                                                        |                                                                                | 1º turno 9-11 febbraio                                                         | 1º turno 9-11 febbraio                                                         | 1º turno 9-11 febbraio                                                         |                                                                                |                                                                                | 2º turno 6-8 aprile                                                            | 2º turno 6-8 aprile                                                            | 2º turno 6-8 aprile                                                            |                                                                                |                                          |
|                                                                        |                                                                        |                                                                        |                                                                        |                                                                        |                                                                        |                                                                        |                                                                        |                                                                        |                                                                        |                                                                                |                                                                                |                                                                                |                                                                                |                                                                                |                                                                                |                                                                                |                                                                                |                                                                                |                                                                                |                                          |
|                                                                        |                                                                        |                                                                        |                                                                        |                                                                        |                                                                        |                                                                        |                                                                        |                                                                        |                                                                        |                                                                                |                                                                                |                                                                                |                                                                                |                                                                                |                                                                                |                                                                                |                                                                                |                                                                                |                                                                                |                                          |
|                                                                        |                                                                        |                                                                        |                                                                        |                                                                        |                                                                        |                                                                        |                                                                        |                                                                        |                                                                        |                                                                                | S                                                                              | Slovacchia                                                                     |                                                                                |                                                                                |                                                                                |                                                                                |                                                                                |                                                                                |                                                                                |                                          |
|                                                                        |                                                                        |                                                                        |                                                                        |                                                                        |                                                                        |                                                                        |                                                                        |                                                                        |                                                                        |                                                                                |                                                                                | bye                                                                            |                                                                                |                                                                                |                                                                                | Skopje, Macedonia (Terra)                                                      | Skopje, Macedonia (Terra)                                                      | Skopje, Macedonia (Terra)                                                      | Skopje, Macedonia (Terra)                                                      | Skopje, Macedonia (Terra)                |
|                                                                        |                                                                        |                                                                        |                                                                        |                                                                        |                                                                        |                                                                        | bye                                                                    |                                                                        |                                                                        |                                                                                |                                                                                |                                                                                |                                                                                |                                                                                | S                                                                              | Slovacchia                                                                     | 5                                                                              |                                                                                |                                                                                |                                          |
|                                                                        |                                                                        |                                                                        |                                                                        |                                                                        |                                                                        |                                                                        | Macedonia                                                              |                                                                        |                                                                        |                                                                                |                                                                                |                                                                                |                                                                                |                                                                                |                                                                                | Macedonia                                                                      | 0                                                                              |                                                                                |                                                                                |                                          |
|                                                                        |                                                                        |                                                                        |                                                                        |                                                                        |                                                                        |                                                                        |                                                                        |                                                                        |                                                                        |                                                                                | Macedonia                                                                      |                                                                                |                                                                                |                                                                                |                                                                                |                                                                                |                                                                                |                                                                                |                                                                                |                                          |
|                                                                        | Esch-sur-Alzette, Lussemburgo (ind. Cemento)                           | Esch-sur-Alzette, Lussemburgo (ind. Cemento)                           | Esch-sur-Alzette, Lussemburgo (ind. Cemento)                           | Esch-sur-Alzette, Lussemburgo (ind. Cemento)                           |                                                                        |                                                                        |                                                                        |                                                                        |                                                                        |                                                                                | bye                                                                            |                                                                                |                                                                                |                                                                                |                                                                                |                                                                                |                                                                                |                                                                                |                                                                                |                                          |
|                                                                        |                                                                        | Macedonia                                                              | 3                                                                      |                                                                        |                                                                        |                                                                        |                                                                        |                                                                        |                                                                        |                                                                                |                                                                                |                                                                                |                                                                                |                                                                                |                                                                                |                                                                                |                                                                                |                                                                                |                                                                                |                                          |
|                                                                        |                                                                        | Lussemburgo                                                            | 2                                                                      |                                                                        |                                                                        |                                                                        |                                                                        |                                                                        |                                                                        |                                                                                |                                                                                |                                                                                |                                                                                |                                                                                |                                                                                |                                                                                |                                                                                |                                                                                |                                                                                |                                          |
|                                                                        |                                                                        |                                                                        |                                                                        |                                                                        |                                                                        |                                                                        |                                                                        |                                                                        |                                                                        |                                                                                | S                                                                              | Italia                                                                         |                                                                                |                                                                                |                                                                                |                                                                                |                                                                                |                                                                                |                                                                                |                                          |
|                                                                        |                                                                        |                                                                        |                                                                        |                                                                        |                                                                        | Alghero, Italia (Cemento)                                              | Alghero, Italia (Cemento)                                              | Alghero, Italia (Cemento)                                              | Alghero, Italia (Cemento)                                              |                                                                                |                                                                                | bye                                                                            |                                                                                |                                                                                |                                                                                | Ramat HaSharon, Israele (Cemento)                                              | Ramat HaSharon, Israele (Cemento)                                              | Ramat HaSharon, Israele (Cemento)                                              | Ramat HaSharon, Israele (Cemento)                                              | Ramat HaSharon, Israele (Cemento)        |
|                                                                        |                                                                        |                                                                        |                                                                        |                                                                        | S                                                                      | Italia                                                                 | 4                                                                      |                                                                        |                                                                        |                                                                                |                                                                                |                                                                                |                                                                                | S                                                                              | Italia                                                                         | 2                                                                              |                                                                                |                                                                                |                                                                                |                                          |
|                                                                        |                                                                        |                                                                        |                                                                        |                                                                        |                                                                        |                                                                        | Lussemburgo                                                            | 1                                                                      |                                                                        | Ramat HaSharon, Israele (Cemento)                                              | Ramat HaSharon, Israele (Cemento)                                              | Ramat HaSharon, Israele (Cemento)                                              | Ramat HaSharon, Israele (Cemento)                                              |                                                                                |                                                                                | Israele                                                                        | 3                                                                              |                                                                                |                                                                                |                                          |
|                                                                        |                                                                        |                                                                        |                                                                        |                                                                        |                                                                        |                                                                        |                                                                        |                                                                        |                                                                        |                                                                                | Israele                                                                        | 5                                                                              |                                                                                |                                                                                |                                                                                |                                                                                |                                                                                |                                                                                |                                                                                |                                          |
|                                                                        |                                                                        |                                                                        |                                                                        |                                                                        |                                                                        |                                                                        |                                                                        |                                                                        |                                                                        |                                                                                |                                                                                | Lussemburgo                                                                    | 0                                                                              |                                                                                |                                                                                |                                                                                |                                                                                |                                                                                |                                                                                |                                          |
|                                                                        |                                                                        |                                                                        |                                                                        |                                                                        |                                                                        |                                                                        |                                                                        |                                                                        |                                                                        |                                                                                | Tbilisi, Georgia (Sintetico indoor)                                            |                                                                                |                                                                                |                                                                                |                                                                                |                                                                                |                                                                                |                                                                                |                                                                                |                                          |
|                                                                        |                                                                        |                                                                        |                                                                        |                                                                        |                                                                        |                                                                        |                                                                        |                                                                        |                                                                        |                                                                                |                                                                                | Georgia                                                                        | 3                                                                              |                                                                                |                                                                                |                                                                                |                                                                                |                                                                                |                                                                                |                                          |
|                                                                        |                                                                        |                                                                        |                                                                        |                                                                        |                                                                        |                                                                        |                                                                        |                                                                        |                                                                        |                                                                                |                                                                                | Portogallo                                                                     | 2                                                                              |                                                                                |                                                                                | Belgrado, Serbia (Terra indoor)                                                | Belgrado, Serbia (Terra indoor)                                                | Belgrado, Serbia (Terra indoor)                                                | Belgrado, Serbia (Terra indoor)                                                | Belgrado, Serbia (Terra indoor)          |
|                                                                        |                                                                        |                                                                        |                                                                        |                                                                        |                                                                        |                                                                        | Portogallo                                                             |                                                                        |                                                                        |                                                                                |                                                                                |                                                                                |                                                                                |                                                                                |                                                                                | Georgia                                                                        | 0                                                                              |                                                                                |                                                                                |                                          |
|                                                                        |                                                                        |                                                                        |                                                                        |                                                                        |                                                                        |                                                                        | bye                                                                    |                                                                        |                                                                        |                                                                                |                                                                                |                                                                                |                                                                                |                                                                                | S                                                                              | Serbia                                                                         | 5                                                                              |                                                                                |                                                                                |                                          |
|                                                                        |                                                                        |                                                                        |                                                                        |                                                                        |                                                                        |                                                                        |                                                                        |                                                                        |                                                                        |                                                                                | bye                                                                            |                                                                                |                                                                                |                                                                                |                                                                                |                                                                                |                                                                                |                                                                                |                                                                                |                                          |
|                                                                        | Rotterdam, Paesi Bassi (Cemento indoor)                                | Rotterdam, Paesi Bassi (Cemento indoor)                                | Rotterdam, Paesi Bassi (Cemento indoor)                                | Rotterdam, Paesi Bassi (Cemento indoor)                                |                                                                        |                                                                        |                                                                        |                                                                        |                                                                        | S                                                                              | Serbia                                                                         |                                                                                |                                                                                |                                                                                |                                                                                |                                                                                |                                                                                |                                                                                |                                                                                |                                          |
|                                                                        |                                                                        | Portogallo                                                             | 0                                                                      |                                                                        |                                                                        |                                                                        |                                                                        |                                                                        |                                                                        |                                                                                |                                                                                |                                                                                |                                                                                |                                                                                |                                                                                |                                                                                |                                                                                |                                                                                |                                                                                |                                          |
|                                                                        | S                                                                      | Paesi Bassi                                                            | 5                                                                      |                                                                        |                                                                        |                                                                        |                                                                        |                                                                        |                                                                        |                                                                                |                                                                                |                                                                                |                                                                                |                                                                                |                                                                                |                                                                                |                                                                                |                                                                                |                                                                                |                                          |
|                                                                        |                                                                        |                                                                        |                                                                        |                                                                        |                                                                        |                                                                        |                                                                        |                                                                        |                                                                        |                                                                                |                                                                                | bye                                                                            |                                                                                |                                                                                |                                                                                |                                                                                |                                                                                |                                                                                |                                                                                |                                          |
|                                                                        |                                                                        |                                                                        |                                                                        |                                                                        |                                                                        |                                                                        |                                                                        |                                                                        |                                                                        |                                                                                |                                                                                | Regno Unito                                                                    |                                                                                |                                                                                |                                                                                | Birmingham, Regno Unito (Cemento indoor)                                       | Birmingham, Regno Unito (Cemento indoor)                                       | Birmingham, Regno Unito (Cemento indoor)                                       | Birmingham, Regno Unito (Cemento indoor)                                       | Birmingham, Regno Unito (Cemento indoor) |
|                                                                        |                                                                        |                                                                        |                                                                        |                                                                        |                                                                        | bye                                                                    |                                                                        |                                                                        |                                                                        |                                                                                |                                                                                |                                                                                |                                                                                |                                                                                | Regno Unito                                                                    | 4                                                                              |                                                                                |                                                                                |                                                                                |                                          |
|                                                                        |                                                                        |                                                                        |                                                                        |                                                                        |                                                                        | S                                                                      | Paesi Bassi                                                            |                                                                        |                                                                        |                                                                                |                                                                                |                                                                                |                                                                                |                                                                                | S                                                                              | Paesi Bassi                                                                    | 1                                                                              |                                                                                |                                                                                |                                          |
|                                                                        |                                                                        |                                                                        |                                                                        |                                                                        |                                                                        |                                                                        |                                                                        |                                                                        |                                                                        |                                                                                | bye                                                                            |                                                                                |                                                                                |                                                                                |                                                                                |                                                                                |                                                                                |                                                                                |                                                                                |                                          |
|                                                                        |                                                                        |                                                                        |                                                                        |                                                                        |                                                                        |                                                                        |                                                                        |                                                                        |                                                                        |                                                                                | S                                                                              | Paesi Bassi                                                                    |                                                                                |                                                                                |                                                                                |                                                                                |                                                                                |                                                                                |                                                                                |                                          |
| Lussemburgo e Portogallo retrocesse al Group II della Coppa Davis 2008 | Lussemburgo e Portogallo retrocesse al Group II della Coppa Davis 2008 | Lussemburgo e Portogallo retrocesse al Group II della Coppa Davis 2008 | Lussemburgo e Portogallo retrocesse al Group II della Coppa Davis 2008 | Lussemburgo e Portogallo retrocesse al Group II della Coppa Davis 2008 | Lussemburgo e Portogallo retrocesse al Group II della Coppa Davis 2008 | Lussemburgo e Portogallo retrocesse al Group II della Coppa Davis 2008 | Lussemburgo e Portogallo retrocesse al Group II della Coppa Davis 2008 | Lussemburgo e Portogallo retrocesse al Group II della Coppa Davis 2008 | Lussemburgo e Portogallo retrocesse al Group II della Coppa Davis 2008 | Slovacchia, Israele, Serbia, e Gran Bretagna ammesse ai World Group Play-offs. | Slovacchia, Israele, Serbia, e Gran Bretagna ammesse ai World Group Play-offs. | Slovacchia, Israele, Serbia, e Gran Bretagna ammesse ai World Group Play-offs. | Slovacchia, Israele, Serbia, e Gran Bretagna ammesse ai World Group Play-offs. | Slovacchia, Israele, Serbia, e Gran Bretagna ammesse ai World Group Play-offs. | Slovacchia, Israele, Serbia, e Gran Bretagna ammesse ai World Group Play-offs. | Slovacchia, Israele, Serbia, e Gran Bretagna ammesse ai World Group Play-offs. | Slovacchia, Israele, Serbia, e Gran Bretagna ammesse ai World Group Play-offs. | Slovacchia, Israele, Serbia, e Gran Bretagna ammesse ai World Group Play-offs. | Slovacchia, Israele, Serbia, e Gran Bretagna ammesse ai World Group Play-offs. |                                          |

## Gruppo II
|                                                                                        | Play-off 20-22 luglio                                                                  | Play-off 20-22 luglio                                                                  | Play-off 20-22 luglio                                                                  |                                                                                        |                                                                                        | 1º turno 6-8 aprile                                                                    | 1º turno 6-8 aprile                                                                    | 1º turno 6-8 aprile                                                                    |                                                                                        |                                                                | 2º turno 20-22 luglio                                          | 2º turno 20-22 luglio                                          | 2º turno 20-22 luglio                                          |                                                                |                                                                | 3º turno 21-23 settembre                                       | 3º turno 21-23 settembre                                       | 3º turno 21-23 settembre                                       |                                                                |                                         |
|                                                                                        |                                                                                        |                                                                                        |                                                                                        |                                                                                        |                                                                                        |                                                                                        |                                                                                        |                                                                                        |                                                                                        |                                                                |                                                                |                                                                |                                                                |                                                                |                                                                |                                                                |                                                                |                                                                |                                                                |                                         |
|                                                                                        |                                                                                        |                                                                                        |                                                                                        |                                                                                        |                                                                                        | Agdal, Marocco (Terra)                                                                 |                                                                                        |                                                                                        |                                                                                        |                                                                |                                                                |                                                                |                                                                |                                                                |                                                                |                                                                |                                                                |                                                                |                                                                |                                         |
|                                                                                        |                                                                                        |                                                                                        |                                                                                        |                                                                                        |                                                                                        | S                                                                                      | Marocco                                                                                | 4                                                                                      |                                                                                        |                                                                |                                                                |                                                                |                                                                |                                                                |                                                                |                                                                |                                                                |                                                                |                                                                |                                         |
|                                                                                        | Hornbæk, Danimarca (Cemento)                                                           | Hornbæk, Danimarca (Cemento)                                                           | Hornbæk, Danimarca (Cemento)                                                           | Hornbæk, Danimarca (Cemento)                                                           |                                                                                        |                                                                                        | Danimarca                                                                              | 1                                                                                      |                                                                                        |                                                                | Portorose, Slovenia (Cemento)                                  | Portorose, Slovenia (Cemento)                                  | Portorose, Slovenia (Cemento)                                  | Portorose, Slovenia (Cemento)                                  | Portorose, Slovenia (Cemento)                                  |                                                                |                                                                |                                                                |                                                                |                                         |
|                                                                                        |                                                                                        | Danimarca                                                                              | 3                                                                                      |                                                                                        |                                                                                        |                                                                                        |                                                                                        |                                                                                        |                                                                                        | S                                                              | Marocco                                                        | 3                                                              |                                                                |                                                                |                                                                |                                                                |                                                                |                                                                |                                                                |                                         |
|                                                                                        |                                                                                        | Estonia                                                                                | 0                                                                                      |                                                                                        | Tallinn, Estonia (Cemento indoor)                                                      | Tallinn, Estonia (Cemento indoor)                                                      | Tallinn, Estonia (Cemento indoor)                                                      | Tallinn, Estonia (Cemento indoor)                                                      |                                                                                        | S                                                              | Slovenia                                                       | 2                                                              |                                                                |                                                                |                                                                |                                                                |                                                                |                                                                |                                                                |                                         |
|                                                                                        |                                                                                        |                                                                                        |                                                                                        |                                                                                        | S                                                                                      | Slovenia                                                                               | 3                                                                                      |                                                                                        |                                                                                        |                                                                |                                                                |                                                                |                                                                |                                                                |                                                                |                                                                |                                                                |                                                                |                                                                |                                         |
|                                                                                        |                                                                                        |                                                                                        |                                                                                        |                                                                                        |                                                                                        |                                                                                        | Estonia                                                                                | 2                                                                                      |                                                                                        |                                                                |                                                                |                                                                |                                                                |                                                                |                                                                | Puszczykowo, Polonia (Sintetico indoor)                        | Puszczykowo, Polonia (Sintetico indoor)                        | Puszczykowo, Polonia (Sintetico indoor)                        | Puszczykowo, Polonia (Sintetico indoor)                        | Puszczykowo, Polonia (Sintetico indoor) |
|                                                                                        |                                                                                        |                                                                                        |                                                                                        |                                                                                        |                                                                                        |                                                                                        |                                                                                        |                                                                                        |                                                                                        |                                                                |                                                                |                                                                |                                                                |                                                                |                                                                | S                                                              | Marocco                                                        | 1                                                              |                                                                |                                         |
|                                                                                        |                                                                                        |                                                                                        |                                                                                        |                                                                                        |                                                                                        | Giannina, Grecia (Terra)                                                               | Giannina, Grecia (Terra)                                                               | Giannina, Grecia (Terra)                                                               | Giannina, Grecia (Terra)                                                               | Giannina, Grecia (Terra)                                       |                                                                |                                                                |                                                                |                                                                |                                                                | S                                                              | Polonia                                                        | 4                                                              |                                                                |                                         |
|                                                                                        |                                                                                        |                                                                                        |                                                                                        |                                                                                        |                                                                                        | S                                                                                      | Ucraina                                                                                | 2                                                                                      |                                                                                        |                                                                |                                                                |                                                                |                                                                |                                                                |                                                                |                                                                |                                                                |                                                                |                                                                |                                         |
|                                                                                        | Abuja, Nigeria (Cemento)                                                               | Abuja, Nigeria (Cemento)                                                               | Abuja, Nigeria (Cemento)                                                               | Abuja, Nigeria (Cemento)                                                               |                                                                                        |                                                                                        | Grecia                                                                                 | 3                                                                                      |                                                                                        |                                                                | Salonicco, Grecia (Terra)                                      | Salonicco, Grecia (Terra)                                      | Salonicco, Grecia (Terra)                                      | Salonicco, Grecia (Terra)                                      | Salonicco, Grecia (Terra)                                      |                                                                |                                                                |                                                                |                                                                |                                         |
|                                                                                        | S                                                                                      | Ucraina                                                                                | 5                                                                                      |                                                                                        |                                                                                        |                                                                                        |                                                                                        |                                                                                        |                                                                                        |                                                                | Grecia                                                         | 0                                                              |                                                                |                                                                |                                                                |                                                                |                                                                |                                                                |                                                                |                                         |
|                                                                                        |                                                                                        | Nigeria                                                                                | 0                                                                                      |                                                                                        | Lagos, Nigeria (Cemento)                                                               | Lagos, Nigeria (Cemento)                                                               | Lagos, Nigeria (Cemento)                                                               | Lagos, Nigeria (Cemento)                                                               |                                                                                        | S                                                              | Polonia                                                        | 5                                                              |                                                                |                                                                |                                                                |                                                                |                                                                |                                                                |                                                                |                                         |
|                                                                                        |                                                                                        |                                                                                        |                                                                                        |                                                                                        | S                                                                                      | Polonia                                                                                | 5                                                                                      |                                                                                        |                                                                                        |                                                                |                                                                |                                                                |                                                                |                                                                |                                                                |                                                                |                                                                |                                                                |                                                                |                                         |
|                                                                                        |                                                                                        |                                                                                        |                                                                                        |                                                                                        |                                                                                        |                                                                                        | Nigeria                                                                                | 0                                                                                      |                                                                                        |                                                                |                                                                |                                                                |                                                                |                                                                |                                                                |                                                                |                                                                |                                                                |                                                                |                                         |
|                                                                                        |                                                                                        |                                                                                        |                                                                                        |                                                                                        |                                                                                        | Jūrmala, Lettonia (Sintetico indoor)                                                   |                                                                                        |                                                                                        |                                                                                        |                                                                |                                                                |                                                                |                                                                |                                                                |                                                                |                                                                |                                                                |                                                                |                                                                |                                         |
|                                                                                        |                                                                                        |                                                                                        |                                                                                        |                                                                                        |                                                                                        |                                                                                        | Lettonia                                                                               | 4                                                                                      |                                                                                        |                                                                |                                                                |                                                                |                                                                |                                                                |                                                                |                                                                |                                                                |                                                                |                                                                |                                         |
|                                                                                        | Nicosia, Cipro (Terra)                                                                 | Nicosia, Cipro (Terra)                                                                 | Nicosia, Cipro (Terra)                                                                 | Nicosia, Cipro (Terra)                                                                 |                                                                                        | S                                                                                      | Bulgaria                                                                               | 1                                                                                      |                                                                                        |                                                                | Tampere, Finlandia (Terra)                                     | Tampere, Finlandia (Terra)                                     | Tampere, Finlandia (Terra)                                     | Tampere, Finlandia (Terra)                                     | Tampere, Finlandia (Terra)                                     |                                                                |                                                                |                                                                |                                                                |                                         |
|                                                                                        | S                                                                                      | Bulgaria                                                                               | 1                                                                                      |                                                                                        |                                                                                        |                                                                                        |                                                                                        |                                                                                        |                                                                                        |                                                                | Lettonia                                                       | 3                                                              |                                                                |                                                                |                                                                |                                                                |                                                                |                                                                |                                                                |                                         |
|                                                                                        |                                                                                        | Cipro                                                                                  | 4                                                                                      |                                                                                        | Nicosia, Cipro (Terra)                                                                 | Nicosia, Cipro (Terra)                                                                 | Nicosia, Cipro (Terra)                                                                 | Nicosia, Cipro (Terra)                                                                 |                                                                                        | S                                                              | Finlandia                                                      | 2                                                              |                                                                |                                                                |                                                                |                                                                |                                                                |                                                                |                                                                |                                         |
|                                                                                        |                                                                                        |                                                                                        |                                                                                        |                                                                                        |                                                                                        | Cipro                                                                                  | 2                                                                                      |                                                                                        |                                                                                        |                                                                |                                                                |                                                                |                                                                |                                                                |                                                                |                                                                |                                                                |                                                                |                                                                |                                         |
|                                                                                        |                                                                                        |                                                                                        |                                                                                        |                                                                                        |                                                                                        | S                                                                                      | Finlandia                                                                              | 3                                                                                      |                                                                                        |                                                                |                                                                |                                                                |                                                                |                                                                |                                                                | Jūrmala, Lettonia (Sintetico indoor)                           | Jūrmala, Lettonia (Sintetico indoor)                           | Jūrmala, Lettonia (Sintetico indoor)                           | Jūrmala, Lettonia (Sintetico indoor)                           | Jūrmala, Lettonia (Sintetico indoor)    |
|                                                                                        |                                                                                        |                                                                                        |                                                                                        |                                                                                        |                                                                                        |                                                                                        |                                                                                        |                                                                                        |                                                                                        |                                                                |                                                                |                                                                |                                                                |                                                                |                                                                |                                                                | Lettonia                                                       | 5                                                              |                                                                |                                         |
|                                                                                        |                                                                                        |                                                                                        |                                                                                        |                                                                                        |                                                                                        | Algeri, Algeria (Terra)                                                                | Algeri, Algeria (Terra)                                                                | Algeri, Algeria (Terra)                                                                | Algeri, Algeria (Terra)                                                                | Algeri, Algeria (Terra)                                        |                                                                |                                                                |                                                                |                                                                |                                                                |                                                                | Monaco                                                         | 0                                                              |                                                                |                                         |
|                                                                                        |                                                                                        |                                                                                        |                                                                                        |                                                                                        |                                                                                        |                                                                                        | Monaco                                                                                 | 5                                                                                      |                                                                                        |                                                                |                                                                |                                                                |                                                                |                                                                |                                                                |                                                                |                                                                |                                                                |                                                                |                                         |
|                                                                                        | Svingvoll, Norvegia (Cemento)                                                          | Svingvoll, Norvegia (Cemento)                                                          | Svingvoll, Norvegia (Cemento)                                                          | Svingvoll, Norvegia (Cemento)                                                          |                                                                                        | S                                                                                      | Algeria                                                                                | 0                                                                                      |                                                                                        |                                                                | Budapest, Ungheria (Terra)                                     | Budapest, Ungheria (Terra)                                     | Budapest, Ungheria (Terra)                                     | Budapest, Ungheria (Terra)                                     | Budapest, Ungheria (Terra)                                     |                                                                |                                                                |                                                                |                                                                |                                         |
|                                                                                        | S                                                                                      | Algeria                                                                                | 4                                                                                      |                                                                                        |                                                                                        |                                                                                        |                                                                                        |                                                                                        |                                                                                        |                                                                | Monaco                                                         | 4                                                              |                                                                |                                                                |                                                                |                                                                |                                                                |                                                                |                                                                |                                         |
|                                                                                        |                                                                                        | Norvegia                                                                               | 1                                                                                      |                                                                                        | Oslo, Norvegia (Cemento indoor)                                                        | Oslo, Norvegia (Cemento indoor)                                                        | Oslo, Norvegia (Cemento indoor)                                                        | Oslo, Norvegia (Cemento indoor)                                                        |                                                                                        | S                                                              | Ungheria                                                       | 1                                                              |                                                                |                                                                |                                                                |                                                                |                                                                |                                                                |                                                                |                                         |
|                                                                                        |                                                                                        |                                                                                        |                                                                                        |                                                                                        |                                                                                        | Norvegia                                                                               | 1                                                                                      |                                                                                        |                                                                                        |                                                                |                                                                |                                                                |                                                                |                                                                |                                                                |                                                                |                                                                |                                                                |                                                                |                                         |
|                                                                                        |                                                                                        |                                                                                        |                                                                                        |                                                                                        |                                                                                        | S                                                                                      | Ungheria                                                                               | 4                                                                                      |                                                                                        |                                                                |                                                                |                                                                |                                                                |                                                                |                                                                |                                                                |                                                                |                                                                |                                                                |                                         |
| Estonia, Nigeria, Bulgaria, e Norvegia retrocesse al Group III della Coppa Davis 2008. | Estonia, Nigeria, Bulgaria, e Norvegia retrocesse al Group III della Coppa Davis 2008. | Estonia, Nigeria, Bulgaria, e Norvegia retrocesse al Group III della Coppa Davis 2008. | Estonia, Nigeria, Bulgaria, e Norvegia retrocesse al Group III della Coppa Davis 2008. | Estonia, Nigeria, Bulgaria, e Norvegia retrocesse al Group III della Coppa Davis 2008. | Estonia, Nigeria, Bulgaria, e Norvegia retrocesse al Group III della Coppa Davis 2008. | Estonia, Nigeria, Bulgaria, e Norvegia retrocesse al Group III della Coppa Davis 2008. | Estonia, Nigeria, Bulgaria, e Norvegia retrocesse al Group III della Coppa Davis 2008. | Estonia, Nigeria, Bulgaria, e Norvegia retrocesse al Group III della Coppa Davis 2008. | Estonia, Nigeria, Bulgaria, e Norvegia retrocesse al Group III della Coppa Davis 2008. | Lettonia e Polonia promosse al Group I della Coppa Davis 2008. | Lettonia e Polonia promosse al Group I della Coppa Davis 2008. | Lettonia e Polonia promosse al Group I della Coppa Davis 2008. | Lettonia e Polonia promosse al Group I della Coppa Davis 2008. | Lettonia e Polonia promosse al Group I della Coppa Davis 2008. | Lettonia e Polonia promosse al Group I della Coppa Davis 2008. | Lettonia e Polonia promosse al Group I della Coppa Davis 2008. | Lettonia e Polonia promosse al Group I della Coppa Davis 2008. | Lettonia e Polonia promosse al Group I della Coppa Davis 2008. | Lettonia e Polonia promosse al Group I della Coppa Davis 2008. |                                         |

## Gruppo III

### Girone 1
Località: Smash Tennis Academy, Il Cairo, Egitto (Terra)

Data: 9-13 maggio
|   | Pool A                     | IRL | LTU | MDA | BIH |   |                  | Pool B | EGY | TUR | SMR | ISL |
| 1 | Irlanda (3-0)              |     | 2-1 | 3-0 | 3-0 | 1 | Egitto (3-0)     |        | 2-1 | 3-0 | 3-0 |     |
| 2 | Lituania (2-1)             | 1-2 |     | 2-1 | 2-1 | 2 | Turchia (2-1)    | 1-2    |     | 3-0 | 2-1 |     |
| 3 | Moldavia (1-2)             | 0-3 | 1-2 |     | 2-1 | 3 | San Marino (1-2) | 0-3    | 0-3 |     | 2-1 |     |
| 4 | Bosnia ed Erzegovina (0-3) | 0-3 | 1-2 | 1-2 |     | 4 | Islanda (0-3)    | 0-3    | 1-2 | 1-2 |     |     |

|   | 1st-4° Play-off | IRL | EGY | LTU | TUR |   |                            | 5°-8° Play-off | MDA | BIH | SMR | ISL |
| 1 | Irlanda (3-0)   |     | 3-0 | 2-1 | 2-1 | 1 | Moldavia (3-0)             |                | 2-1 | 3-0 | 2-1 |     |
| 2 | Egitto (2-1)    | 0-3 |     | 2-1 | 2-1 | 2 | Bosnia ed Erzegovina (2-1) | 1-2            |     | 3-0 | 3-0 |     |
| 3 | Lituania (1-2)  | 1-2 | 1-2 |     | 2-1 | 3 | San Marino (1-2)           | 0-3            | 0-3 |     | 2-1 |     |
| 4 | Turchia (0-3)   | 1-2 | 1-2 | 1-2 |     | 4 | Islanda (0-3)              | 1-2            | 0-3 | 1-2 |     |     |

- Irlanda e Egitto promosse al Gruppo II della Coppa Davis 2008.
- San Marino e Islanda retrocesse nel Gruppo IV della Coppa Davis 2008.

### Girone 2
Località: Avenir Sportif de la Marsa, Tunisia, Tunisia (Terra)

Data: 9-13 maggio
|   | Pool A               | RSA | CIV | MRI | GHA |   |                  | Pool B | TUN | MAD | ZIM | NAM |
| 1 | Sudafrica (3-0)      |     | 3-0 | 3-0 | 3-0 | 1 | Tunisia (3-0)    |        | 3-0 | 3-0 | 3-0 |     |
| 2 | Costa d'Avorio (2-1) | 0-3 |     | 2-1 | 3-0 | 2 | Madagascar (2-1) | 0-3    |     | 3-0 | 3-0 |     |
| 3 | Mauritius (1-2)      | 0-3 | 1-2 |     | 3-0 | 3 | Zimbabwe (1-2)   | 0-3    | 0-3 |     | 2-1 |     |
| 4 | Ghana (0-3)          | 0-3 | 0-3 | 0-3 |     | 4 | Namibia (0-3)    | 0-3    | 0-3 | 1-2 |     |     |

|   | 1st-4° Play-off      | RSA | TUN | CIV | MAD |   |                             | 5°-8° Play-off | ZIM | GHA | MRI | NAM |
| 1 | Sudafrica (3-0)      |     | 3-0 | 3-0 | 3-0 | 1 | Zimbabwe (2-1, 7r)          |                | 1-2 | 3-0 | 2-1 |     |
| 2 | Tunisia (2-1)        | 0-3 |     | 3-0 | 3-0 | 2 | Ghana (2-1, 5r, 11/16 s)    | 2-1            |     | 0-3 | 3-0 |     |
| 3 | Costa d'Avorio (1-2) | 0-3 | 0-3 |     | 2-1 | 3 | Mauritius (2-1, 5r, 5/13 s) | 0-3            | 3-0 |     | 2-1 |     |
| 4 | Madagascar (0-3)     | 0-3 | 0-3 | 1-2 |     | 4 | Namibia (0-3)               | 1-2            | 0-3 | 1-2 |     |     |

- Sudafrica e Tunisia promossa al Gruppo II della Coppa Davis 2008.
- Mauritius e Namibia retrocesse nel Gruppo IV della Coppa Davis 2008.

## Gruppo IV
Località: Erevan, Armenia (Terra)

Data: Settimana 6 agosto

Ritirate: Azerbaijan, Benin, Gabon, Libia, Malta, Senegal, Uganda
|   | Group IV         | MNE | ARM | BOT | AND | RWA |
| 1 | Montenegro (4-0) |     | 3-0 | 3-0 | 3-0 | 3-0 |
| 2 | Armenia (3-1)    | 0-3 |     | 2-1 | 2-1 | 2-1 |
| 3 | Botswana (2-2)   | 0-3 | 1-2 |     | 2-1 | 2-1 |
| 4 | Andorra (1-3)    | 0-3 | 1-2 | 1-2 |     | 3-0 |
| 5 | Ruanda (0-4)     | 0-3 | 1-2 | 1-2 | 0-3 |     |

- Montenegro, Armenia, Botswana e Andorra promosse al Gruppo III della Coppa Davis 2008.